# Heimatmuseum Margarethenried-Hörgertshausen
Das Heimatmuseum Margarethenried-Hörgertshausen ist ein von der Gemeinde getragenes Heimatmuseum in Hörgertshausen im Landkreis Freising.

## Geschichte
Das Heimatmuseum entstand durch den Lehrer Braun 1961 in der Schule Margarethenried und wurde vom Lehrer Alfons Wörner weitergeführt. Nach der Schließung der Volksschule Margarethenried 1969 wurde von der Gemeinde Hörgertshausen für die zahlreichen Exponate ein Raum in der Grund- und Teilhauptschule Hörgertshausen bereitgestellt. 2005 übersiedelte es in die Räumlichkeiten des ehemaligen Raiffeisenlagerhauses in Hörgertshausen.

## Fotogalerie

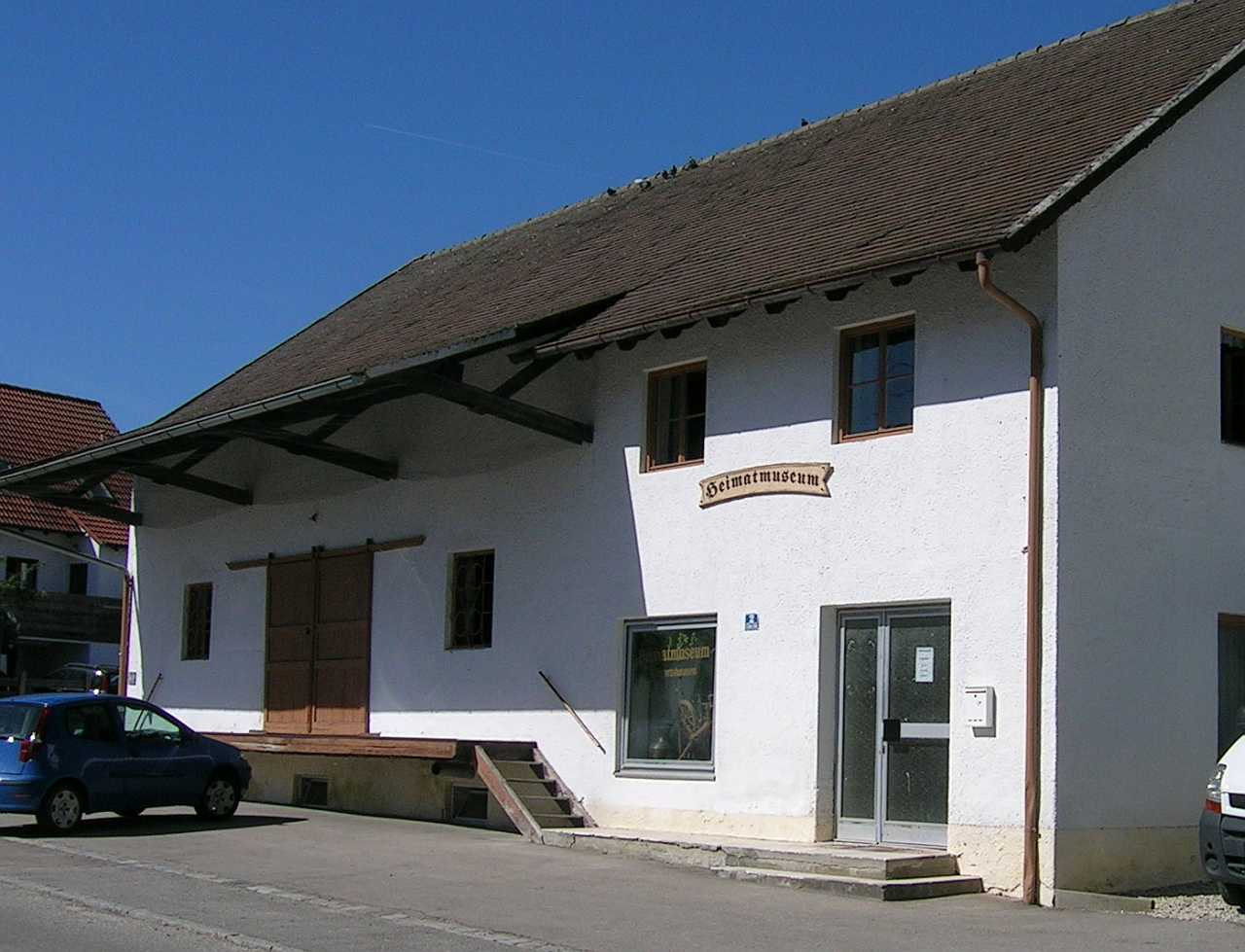
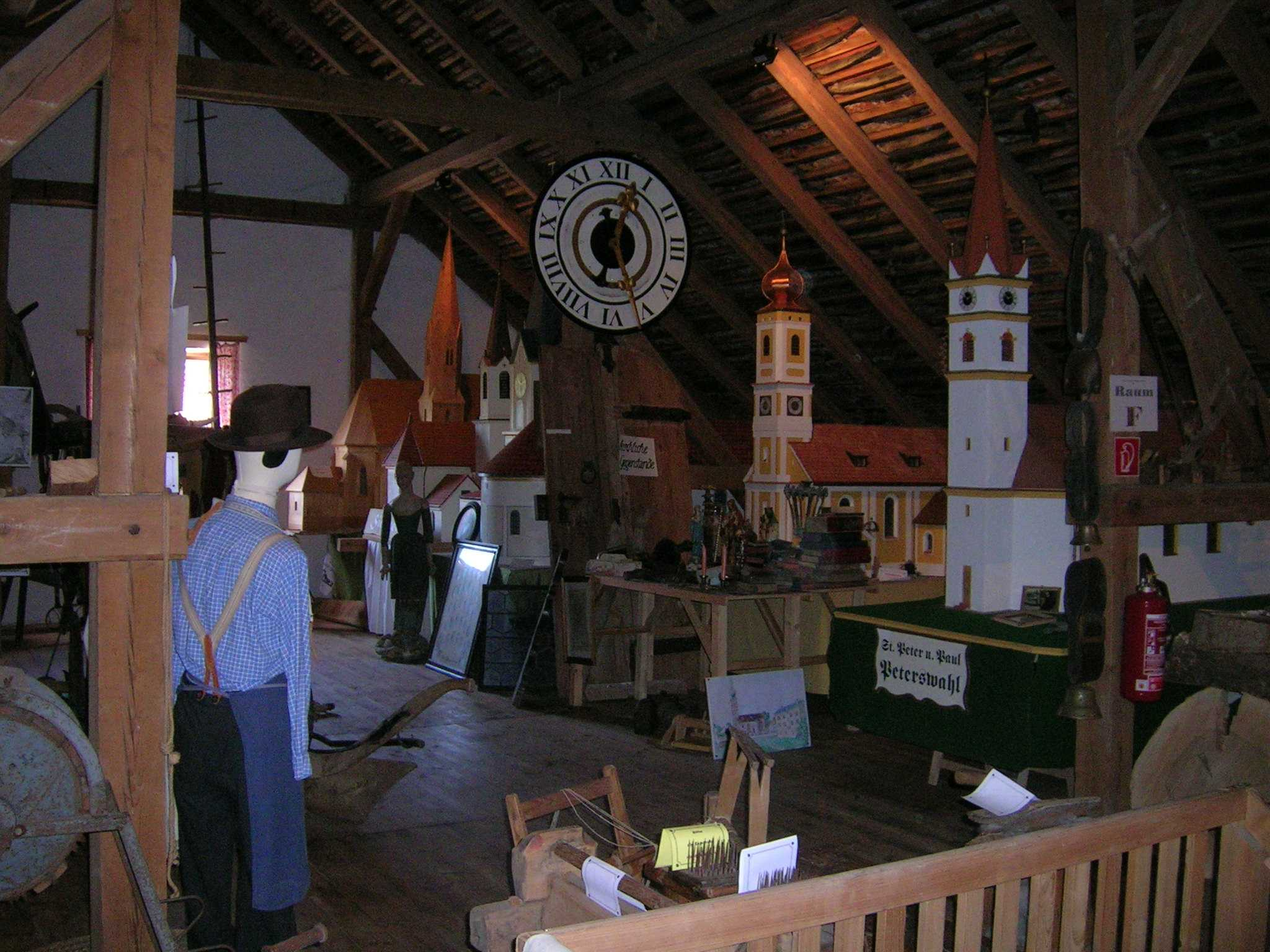
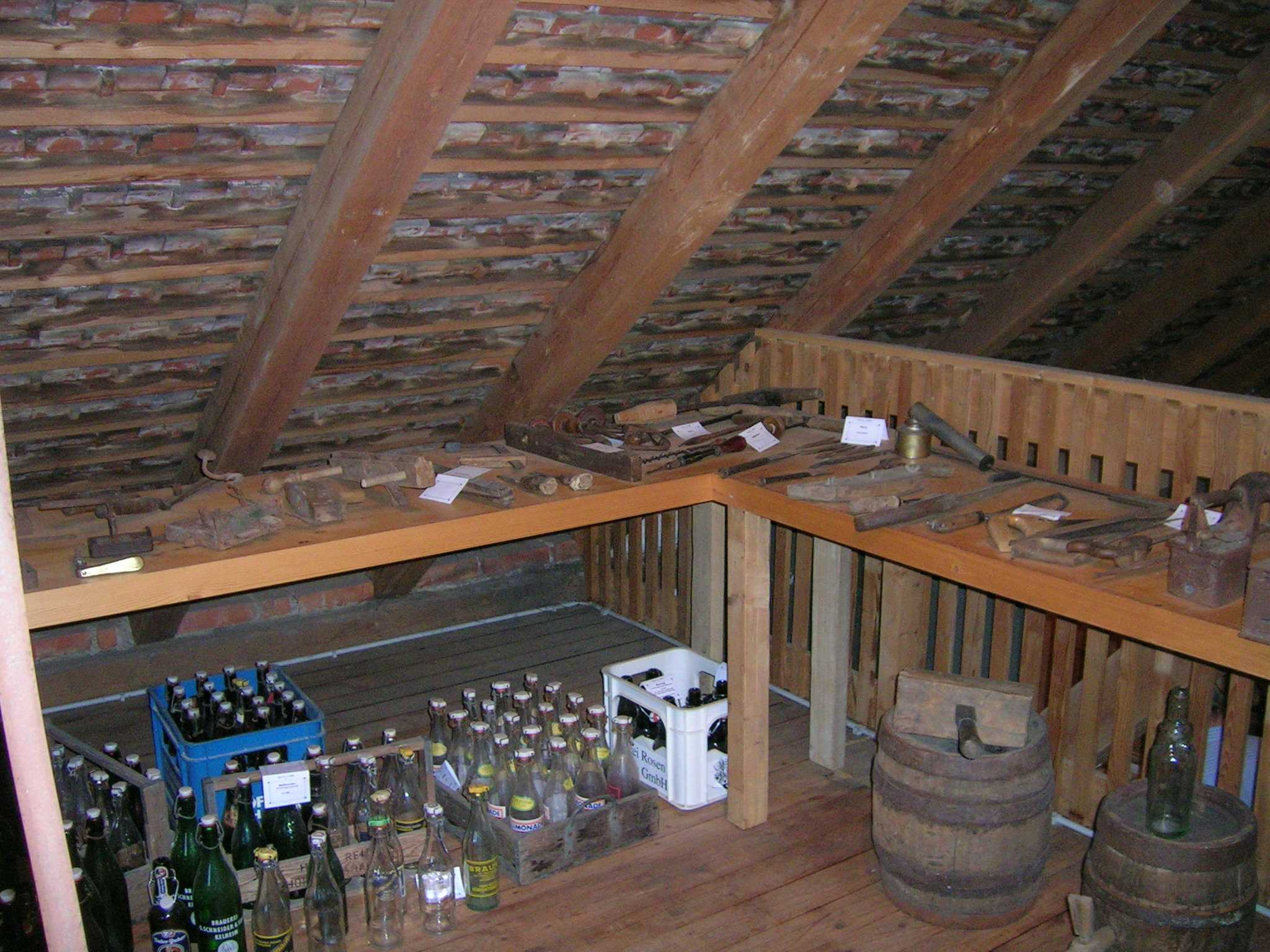
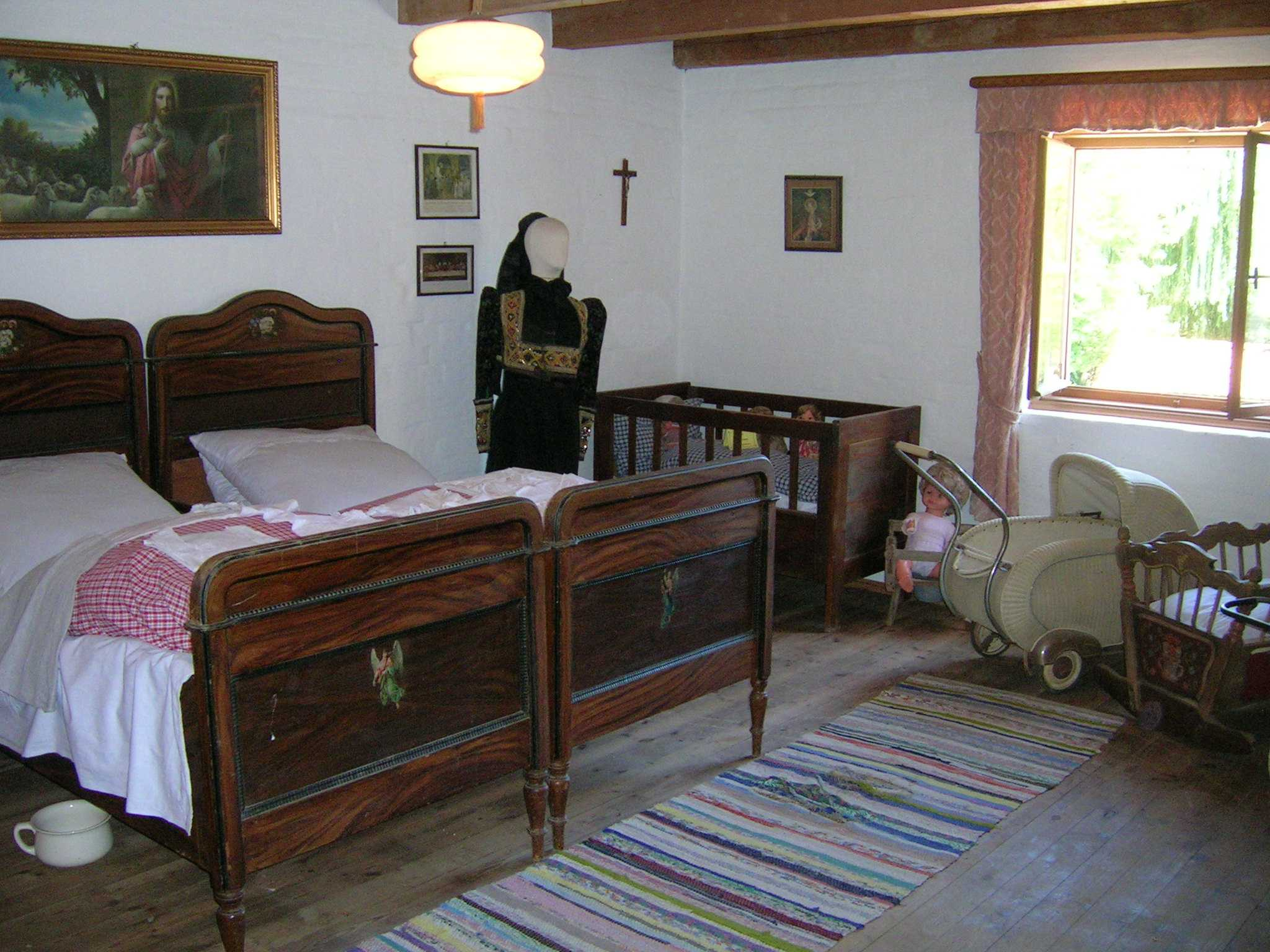
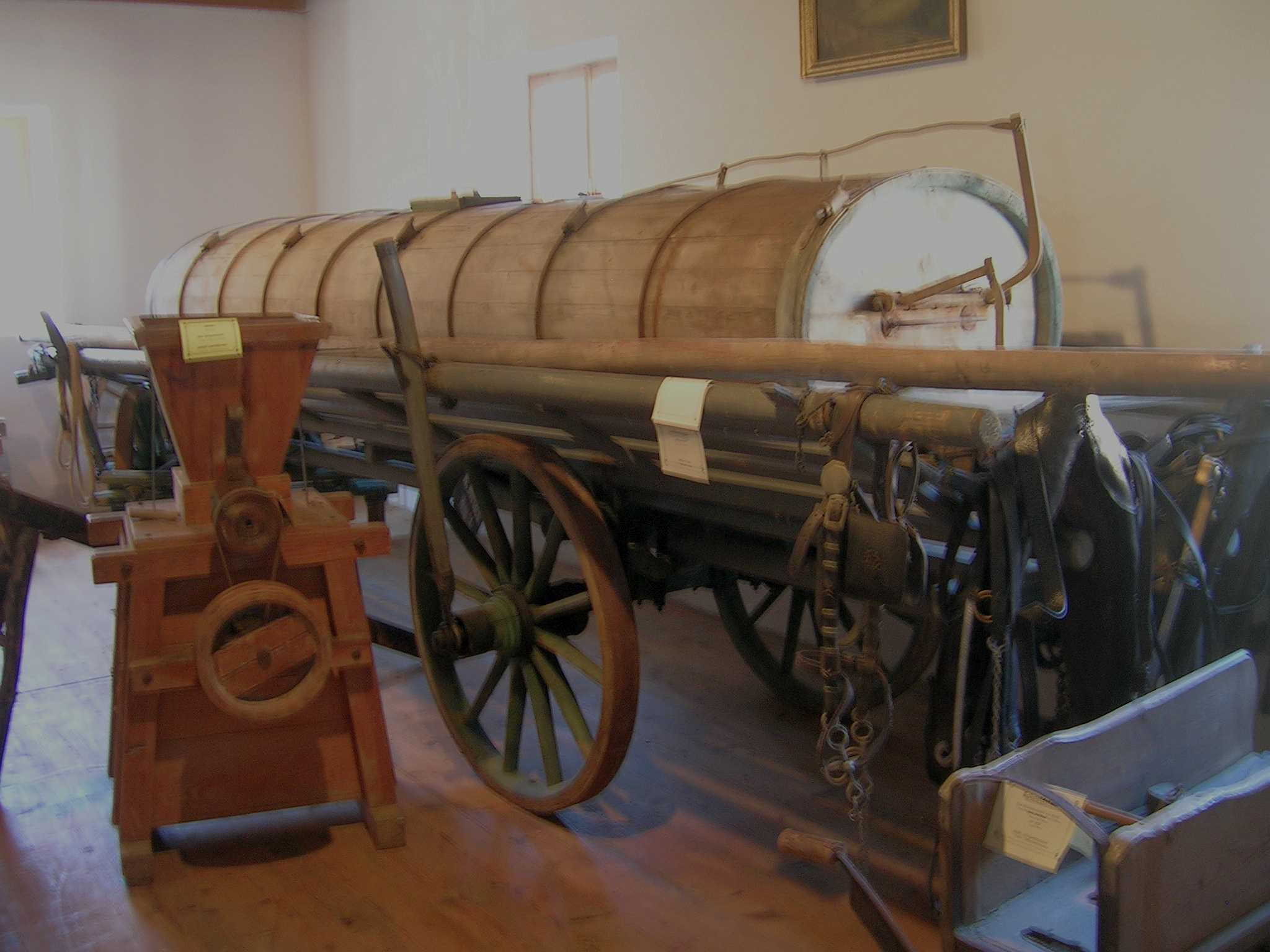

## Ausstellung
Das Heimatmuseum zeigt dort auf über 400 m² Fläche die landwirtschaftlichen Tätigkeiten aus der Zeit seit etwa 1800, dazu weitere Gegenstände aus Sachgebieten über die Lebensweise der Menschen seit etwa 100 Jahren. So sind eine vollständig eingerichtete Wohn- und Schlafstube, eine Küche aus den 1930er Jahren sowie bäuerliche Fahrzeuge und Maschinen, eine Schusterwerkstatt und eine vollständige Hufschmiede zu sehen.